# Montross
Montross és una població dels Estats Units a l'estat de Virgínia. Segons el cens del 2000 tenia 315 habitants.

## Demografia
Segons el cens del 2000, Montross tenia 315 habitants, 151 habitatges, i 94 famílies. La densitat de població era de 119,2 habitants per km².
Dels 151 habitatges en un 22,5% hi vivien nens de menys de 18 anys, en un 47% hi vivien parelles casades, en un 11,3% dones solteres, i en un 37,1% no eren unitats familiars. En el 33,8% dels habitatges hi vivien persones soles el 19,9% de les quals corresponia a persones de 65 anys o més que vivien soles. El nombre mitjà de persones vivint en cada habitatge era de 2,05 i el nombre mitjà de persones que vivien en cada família era de 2,59.
Per edats la població es repartia de la següent manera: un 19,7% tenia menys de 18 anys, un 3,5% entre 18 i 24, un 23,2% entre 25 i 44, un 28,9% de 45 a 60 i un 24,8% 65 anys o més.
L'edat mediana era de 48 anys. Per cada 100 dones de 18 o més anys hi havia 74,5 homes.
La renda mediana per habitatge era de 40.469 $ i la renda mediana per família de 46.250 $. Els homes tenien una renda mediana de 33.750 $ mentre que les dones 25.625 $. La renda per capita de la població era de 21.653 $. Entorn de l'1,1% de les famílies i el 4,3% de la població estaven per davall del llindar de pobresa.

## Poblacions més properes
El següent diagrama mostra les poblacions més properes.